# Suaeda ifniensis
Suaeda ifniensis es una especie de fanerógama, halófita perteneciente a la familia Chenopodiaceae.

## Descripción
Subarbusto o arbusto pudiendo alcanzar 50 cm de altura; tallos rectos o tumbados, muy ramosos desde la base. blancuzcos y redondeados, glabros y después amarronados; corteza fisurada; rámulas jóvenes más o menos pubescentes; hojas semicilíndricas, sésiles, largas y gruesas, alcanzando 20 × 2 mm, muy apretadas sobre las ramas.

## Distribución y hábitat
Endémica de Marruecos en Ifni, Oued Noum y Tarfaya; praderas limosas y saladas subdesérticas y desérticas.

## Taxonomía
Suaeda ifniensis fue descrito por Caball. ex Maire  y publicado en Bull. Soc. Hist. Nat. Afrique N. 1937, xxviii. 378, in obs., 445.
Etimología
Suaeda: nombre genérico que proviene de un antiguo nombre árabe para la especie Suaeda vera y que fue asignado como el nombre del género en el siglo XVIII por el taxónomo Peter Forsskal.
ifniensis: epíteto geográfico que alude a su localización en Ifni.